# Isidor Singer (novinář)
Isidor Singer (16. ledna 1857 Pešť – 8. prosince 1927 Vídeň) byl rakouský novinář, statistik a vydavatel novin.

## Životopis
Singer pocházel z bohaté židovské rodiny obchodníka s textilem, která žila od roku 1861 ve Vídni. Po studiích práv, matematiky a přírodních věd ve Vídni a Štýrském Hradci získal v roce 1881 ve Vídni titul doktora práv. V roce 1885 se habilitoval na Vídeňské univerzitě, stal se soukromým docentem statistiky a v roce 1892 mimořádným profesorem statistiky. V roce 1894 založil Singer spolu s Hermannem Bahrem a Heinrichem Kannerem levicově-liberální týdeník Die Zeit. V roce 1902 založil spolu s Kannerem stejnojmenný deník.
Během první světové války musely být noviny z ekonomických důvodů prodány. Singer odešel do Švýcarska a od roku 1920 žil opět jako autor na volné noze ve Vídni. Pracoval jako překladatel a překládal díla Uptona Sinclaira.

## Dílo
Výběr z díla:
- Untersuchungen über die socialen Zustände in den Fabrikbezirken des nordöstlichen Böhmen: ein Beitrag zur Methodik socialstatistischer Beobachtung. Leipzig: Duncker & Humblot, 1885. Dostupné online. (německy)
- Die amerikanischen Bahnen und ihre Bedeutung für die Weltwirtschaft, 1909. (německy)
- Die amerikanische Stahlindustrie und der Weltkrieg, 1917. (německy)